# 鲁道源

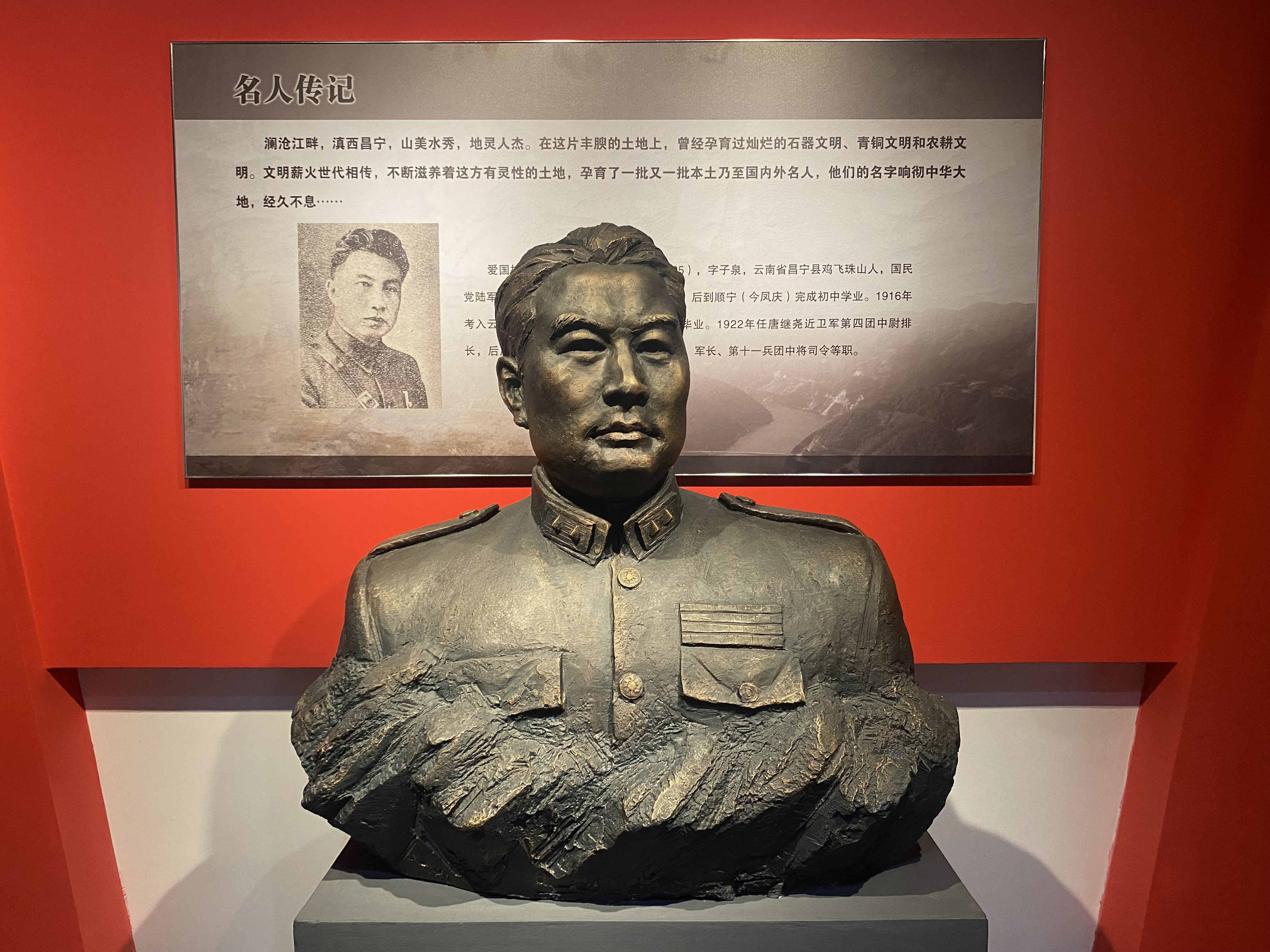
昌宁县博物馆鲁道源像

鲁道源（1899年二月初三—1985年3月12日），字子泉，雲南昌寧人，中華民國陸軍中将。

## 生平

### 早年經歷

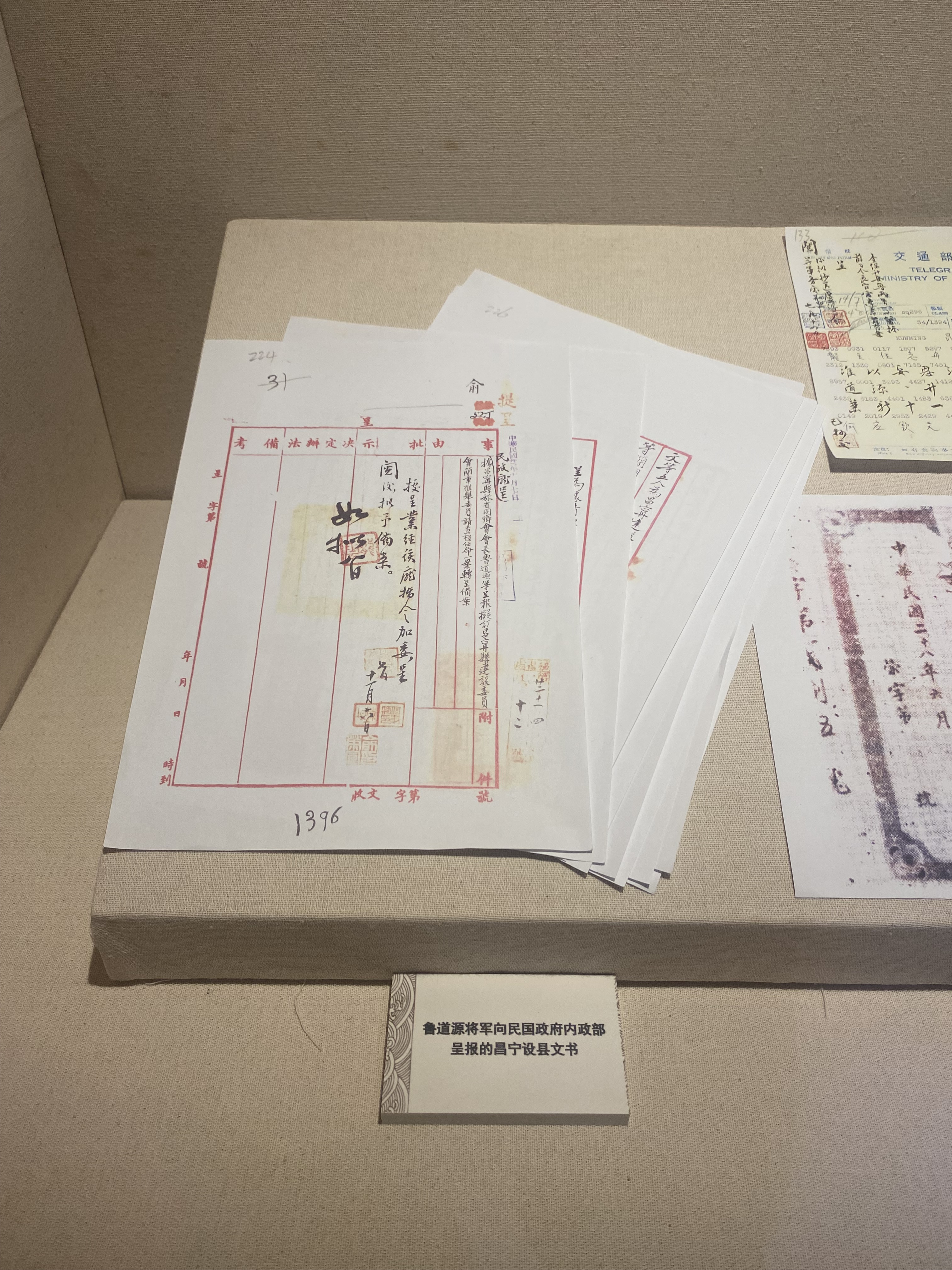
1933年鲁道源向民国政府内政部呈报的昌宁设县文书（复制品），昌宁县博物馆藏

魯道源為家中次子，其父名魯金邦，雲南昌寧縣魯氏為該區望族。因此魯道源有著可受新式教育的機會。民國元年（1912年）進入昆明私立成德中學就讀。
民國五年（1916年）3月，鲁道源考入云南讲武堂，就讀第十三期步兵科。民國九年（1920年）10月畢業。編入滇军朱旭麾下之軍官。在民國十六年（1927年）龍雲遭到囚禁時，當時任職營長的魯道源的部隊率先衝入昆明救出龍雲。因此魯道源獲得了龍雲嘉獎，並得到破格提拔。
民國十七年（1928年）1月，晉升國民革命軍第99師第4旅少將旅長，為滇軍體系中最年輕之少將。

### 抗日戰爭
民國二十六年（1937年）抗戰爆發後，滇軍的現役部隊被改編為國民革命軍第六十軍，同時以新募雲南籍壯丁編成國民革命軍第五十八軍，军长为孙渡，辖新编第10、新编第11、新编第12师。魯道源任五十八军新編第11師中將師長。五十八軍在民國二十七年（1938年）8月自昆明發兵移防武漢，在武漢會戰後期参加崇陽縣一帶防禦戰，在移防過程中魯道源因病未能同時赴前線指揮作戰。1939年五十八军投入南昌會戰，魯道源在此役反攻南昌作戰中作戰出色，戰後因此戰功升任五十八軍副軍長，該軍後常駐江西省。
民國二十八年（1939年），由於五十八軍軍長孫渡上任第一集團軍代理副總司令，魯道源因此以副軍長職務出任五十八軍代理軍長。1941年1月四日，日军以步炮联合约二联队的兵力，大举进犯通城县九岭。第九战区司令长官薛岳电告五十八军军长孙渡，命令副军长鲁道源立即赴前线督战收复九岭，并授予生杀大权。旧疾复发的鲁道源抱病于元月七日午夜冒风雨出发，仅带高级参谋一人，卫士及通信兵各一排，步兵一营。九日下午五时，鲁道源到达夏家洞，立即部署-，严命部队“只进不准退”。十一日九岭重归中国军队手中，鲁道源即题词“滇南健儿镇此间，三捷长沙敌胆寒；立马九岭歼顽敌，屡教倭奴弃甲还。”中央社一月十三日发出战讯：西瞰洞庭，茫无涯际；北望武汉，原野苍茫。敌军争夺此处山头，已有二次，前年长沙会战时为第一次，今为第二次。敌纠集一万五千余之兵力，于一月六日起向我九岭包围，欲将其通城外卫线扩展至九岭。当敌猖獗进犯时，我左翼之黄岸市、保定关，右翼之阳台尖、雪堂岭均被敌窜扰。九岭前进少数据点因地形突出，我军乃主动转进。九日起我军实施全面歼灭战，至十一日将敌各个击破，不仅将进犯两翼之敌军驱逐尽净，九岭正面各前进据点，亦悉复旧观……以沿途所见敌之尸体与伤兵，再证以俘虏供状，证明敌此次进犯，死亡至少在三千以上。
此後包括第一次長沙會戰、第二次長沙會戰、第三次長沙會戰，魯道源率領五十八軍持續獲得優異評價。1941年秋第二次长沙会战，鲁道源奉命转战于大云山、汨罗江、新墙河之间，或迎击、或尾追，多有斩获。鲁道源写《二次长沙会战即景》：“强渡新墙可奈何，汨罗江上又挥戈。锥形突进成功少，剪式夹攻胜算多。云晴两湖日鬼哭，风传三岛月婆娑。浏阳烟雨岳阳外，洒遍洞庭水不波。”
第三次長沙會戰中，五十八軍在长沙以北影珠山構防，全殲日軍的突擊部隊，使日軍對長沙城的攻勢受挫。此役几乎全歼了日军第3师团、第9混成旅团以及第6师团，共毙敌三万三千九百余人，缴获战马千余匹和大批弹药及辎重。其中五十八军歼灭日寇万余人。鲁道源特建烈士纪念碑一座，并作《影珠山烈士碑歌》：“君不见三次长沙会战兮将匝月，顽敌惨败兮如豺豕之奔蹶。又遭我福临铺之堵击兮，如障狂澜而无阙。敌作困兽之斗兮，乃大战于影珠山之岩穴。云密密兮天雨，雪风怒号兮声悲切。血肉横飞兮，炮火掀天而狂热。前仆而后继兮，嗟我战士之英烈。鏖战七日兮，弹尽而粮绝。乃白刃以肉搏兮，齐冲锋而浴血。敌终不支兮，竟被我一鼓而歼灭。尸骨枕藉兮，既盈万而纍百。俘获无算兮，振国威之赫赫。冀死事之不朽兮，爰作歌以记石。”鲁道源又筑万人冢，尽收敌人尸骨葬入。
民國三十一年（1942年）6月，魯道源率領五十八軍投入贛東會戰，因此戰役戰功，魯道源在同年7月真除五十八軍中將軍長。
民國三十二年（1943年）間，五十八軍主要駐防在江西省萍鄉，後轉移到井岡山一帶，防守砂子嶺機場避免日軍破壞。
1943年年底，五十八軍投入常德會戰。12月4日，五十八军赶到沅水南岸常德战场。12月6日中国军队开始总攻常德，五十八军担任正面主攻。鲁道源将指挥所移至何家冲。9日清晨新十师属部追击退往石公庙之敌，新十一师32团主力向常德攻击前进，并令占领南站之部受炮火掩护强渡过江，协攻常德。十二时许，国军冒死力战，奋勇突入常德城。败退之敌会合增援部队，在飞机掩护下向常德西北门猛力反扑。窜入城内之敌与我短兵相接，三小时内双方死伤奇重，国军于下午四时许退出。形势严重，鲁道源当即命新十一师主力漏夜渡河增援。十日，鲁道源下达手令：“子夜之前仍不能肃清常德之敌，指挥官提头来见！”11日，新十一师一面稳定阵地，一面准备夜间攻击：派部分兵迂回常德城西北地区攻击敌左侧背，主力则由东门向正面之敌攻击。新十师属部进至南站，攻上下南门。此时，日寇主力分批撤离常德，尚余残部是顽敌，与进入常德的中国军队进行拼死巷战。鲁道源即写诗：“儿郎对对武陵围，血肉霜风向北飞。城破负廓犹巷战，问他倭虏几时归？”12日拂晓，常德终于收复。鲁道源骑着日本战马进城，即兴赋诗：“动地惊天泣鬼神，军称长胜克名城。月明江畔朔风起，似有嗷嗷倭寇鸣。”国民政府授予鲁道源三等云麾勋章。
民國三十四年（1945年）8月，日本投降。鲁道源率五十八军進駐南昌，代表第九战区司令長官、第五受降区受降主官薛岳，受降日本第十一军司令官笠原幸雄中将所部。1945年9月14日在南昌中山路中央银行举行受降仪式。鲁道源接过笠原呈上的投降书后，对笠原等进行简短训话：“深盼自此庄严之时刻以后，由过去流血中产生更完美之世界，以信义谅解为基础，同致力于和平光明之大道。”鲁道源当场口赠诗“八年一觉侵略梦，赢得屍灰半袋归。”

### 戰後時期
1946年，第五十八軍縮編為整編第58師，魯道源續任該師中將師長。整編58師後編入徐州剿匪總司令部，投入中原一帶與中國共產黨軍之作戰。魯道源同時兼任第十四綏靖區主任、第十五綏靖區主任之職務。並在在原籍雲南省昌寧縣當選為第一屆國民大會代表。
徐蚌會戰後，魯道源轉任武漢守備區副司令，在白崇禧麾下服役。後升任守備區司令。民國三十八年5月10日，武漢防衛司令魯道源將留下掩護撤退，並進行爆破工作；白崇禧只在武昌留下一個指揮所:2146。民國三十八年（1949年）7月，魯道源升任第11兵團司令兼第五十八軍軍長。
魯道源在武漢撤守後，率領第11兵團撤入廣西省，投入廣西戰役。廣西戰役遭中國人民解放軍第四野戰軍擊潰後，魯與11兵團殘部撤入越南，為富臺部隊之一部分。魯道源於民國四十一年（1952年）撤回臺灣，出任中華民國國防部中將參議、光復大陸設計研究委員會委員等虛職。退伍後從事一般農務與勞動職務。魯道源晚年因攝護腺腫大及腎臟機能萎縮問題至榮民總醫院治療後住院月餘，時年因已年逾八旬而不便再施行手術。
民國七十四年（1985年）3月12日，因病逝于台北。

## 家庭
鲁道源元配袁桂芝為风庆人，與魯育有生三子四女，抗日时期在江西辭世。继配谭正良與魯育有三子二女，魯道源辭世後谭正良仍於臺灣居住，其他諸子女分散定居於昆明、臺灣或定居於美国、澳大利亚等地。

## 外部連結
- 鲁道源传略